# Keith Duckworth
Keith David Duckworth (* 10. August 1933 in Blackburn, Lancashire; † 19. Dezember 2005 in Northampton) war ein britischer Ingenieur, der durch die Konstruktion von Motoren im Automobilsport bekannt wurde und auch als „Motorenpapst“ bezeichnet wurde.

## Leben
Duckworth verbrachte seine Kindheit in Blackburn und besuchte die Giggleswick School in North Yorkshire. Seinen zweijährigen Wehrdienst leistete er bei der Royal Air Force ab und nahm dort für kurze Zeit an einer Pilotenausbildung teil, zeigte jedoch kein Talent. Im Anschluss absolvierte er ein Ingenieurs-Studium am Imperial College London, das er 1955 mit dem Bachelor of Science abschloss.
Seinen ersten Arbeitsplatz fand Duckworth bei Lotus, wo er an der Getriebe-Entwicklung beteiligt war. Nach drei Jahren verließ er Lotus und gründete 1958 zusammen mit seinem dortigen Kollegen Mike Costin eine Firma, die Rennmotoren entwickelte. Der Name der Firma setzte sich aus Bestandteilen der Nachnamen der beiden Firmengründer zusammen. Aus “Costin” und “Duckworth” wurde Cosworth.

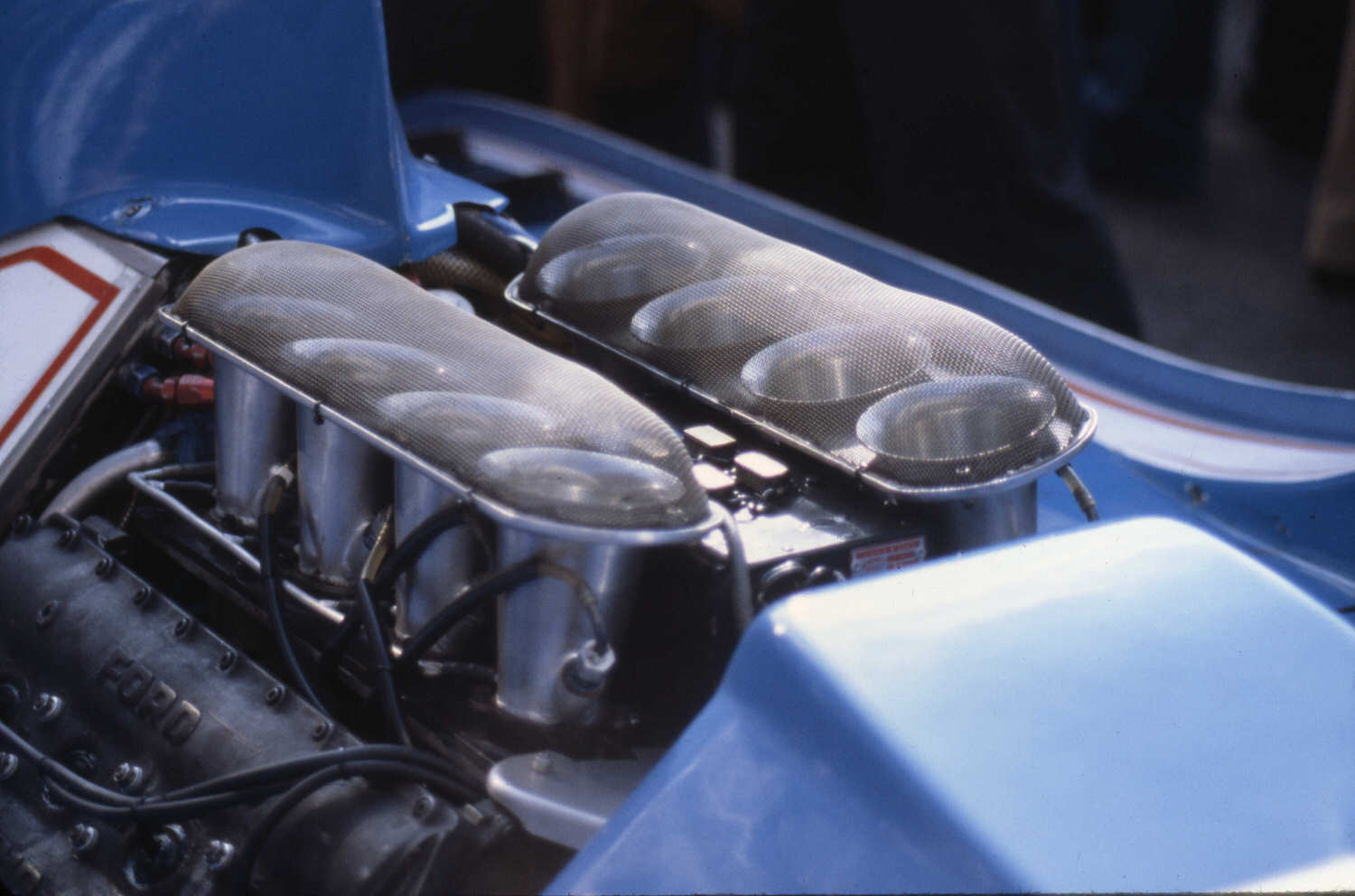
Der Cosworth DFV

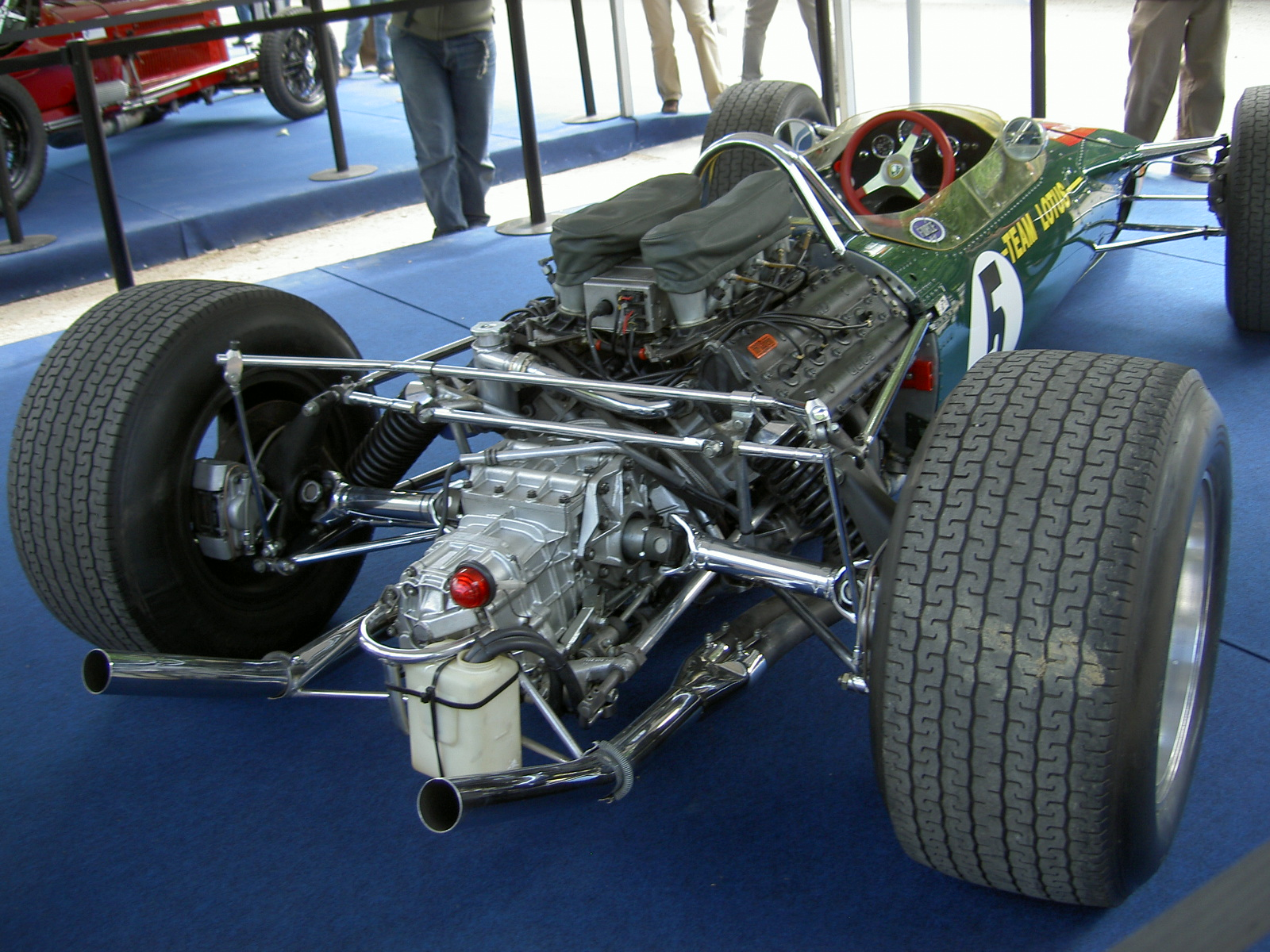
Der Lotus 49 mit Cosworth-Motor

Die enge Verbindung zu Lotus und Ford sowie Erfolge in der Anfang der 1960er neu gegründeten Formel Junior trugen zum wirtschaftlichen Erfolg von Cosworth bei. Die Firma zog von Barnet nach Northampton um und Lotus-Gründer Colin Chapman überredete Ford, die Produktion von Duckworths DFV-Motor zu finanzieren.
Wie andere Hersteller vor ihm wollte auch Chapman an seinen Rennwagen Gewicht sparen, indem er den Motor als tragendes Teil integrierte. Diese Bauweise ist seither Standard in der Formel 1. Der DFV debütierte im dritten Rennen der Formel-1-Saison 1967 in Zandvoort. In einem Lotus 49 mit Cosworth-Motor holte Graham Hill die Pole-Position und Jim Clark den Rennsieg. Ab 1968 war der DFV für andere Teams käuflich und wurde in den 1970ern zum meist eingesetzten Motor der Formel 1. Das letzte Team, das den DFV verwendete, war Tyrrell in der Saison 1985.
Die Erfolge, die der DFV und auf ihm basierende Motoren in diversen Rennserien einfuhren, machten Duckworth zu einem vermögenden Mann. 1980 verkaufte er aus steuerlichen Gründen einen Großteil seiner Anteile an Cosworth, blieb dem Unternehmen aber als Vorsitzender erhalten. Sieben Jahre später gab er den Posten aus gesundheitlichen Gründen an Costin ab. Nach mehreren Eigentümerwechseln und Aufteilungen des Unternehmens seit 1980, wurden Cosworth, Cosworth Pi research und Cosworth Racing 2004 von Ford an Gerald Forsythe und Kevin Kalkhoven verkauft und firmiert nun als Cosworth Group. Der 1998 ausgegliederte Unternehmensteil Cosworth Technology heißt heute Mahle Powertrain und gehört zu Mahle.
Duckworth starb 2005 im Alter von 72 Jahren.